# Gerardo Fernández
Gerardo Luis Fernández (* 29. März 1977) ist ein argentinischer Radrennfahrer.
Gerardo Fernández begann seine Karriere 2003 bei dem Radsport-Team Antarte-Rota dos Moveis. 2005 fuhr er für die portugiesische Mannschaft Paredes Rota dos Moveis. In dieser Saison gewann er eine Etappe bei der Troféu Joaquim Agostinho und entschied auch die Gesamtwertung für sich. 2006 fuhr Fernández für das spanische Continental Team Vina Magna-Cropu. 2008 wurde er argentinischer Meister im Straßenrennen und siegte er im Etappenrennen Clásica del Oeste-Doble Bragado.
Nach einer Pause von acht Jahren begann Fernández erneut, Rennen zu bestreiten.

## Erfolge
2005
- eine Etappe und Gesamtwertung Troféu Joaquim Agostinho

2007
- eine Etappe Volta do Estado de São Paulo

2008
- Argentinischer Meister – Straßenrennen
- eine Etappe Vuelta a Bolivia

2009
- eine Etappe Giro del Sol San Juan

## Teams
- 2003 Antarte-Rota dos Moveis
- 2004 Antarte-Rota dos Moveis
- 2005 Paredes Rota dos Moveis-Beira Tamega
- 2006 Vina Magna-Cropu
- 2014 Cycles Club Bragado
- 2015 Entre Ríos-Esco-Agroplan